# Liste der Naturdenkmale in Burgwedel
Die Liste der Naturdenkmale in Burgwedel nennt die Naturdenkmale in Burgwedel in der Region Hannover in Niedersachsen.

## Naturdenkmale
Im Gebiet der Stadt Burgwedel sind 4 Naturdenkmale verzeichnet.
| Bild            | Bezeichnung  | Ort, Lage                                        | Beschreibung | Schutzzweck | Nummer   |
| --------------- | ------------ | ------------------------------------------------ | --- | ----------- | -------- |
| Fotos hochladen | Feuchtbiotop | Fuhrberg (52° 32′ 13,1″ N, 9° 49′ 37,6″ O)       | Die Feuchtwiese mit ihren zeitweise wasserführenden Senken wurde aufgrund der Seltenheit derartiger Lebensräume für Tier- und Pflanzenarten als Naturdenkmal ausgewiesen und wird seit Jahren in Nachahmung der alten Streuwiesenkultur gepflegt. |             | ND-H 052 |
| Fotos hochladen | Stieleiche   | Großburgwedel (52° 29′ 42,5″ N, 9° 51′ 32,4″ O)  | Die ca. 125-jährige Eiche prägt das Straßenbild durch ihre Größe und ist in diesem Bereich das letzte noch vorhandene Großgehölz. Die Stieleiche steht in an einer Wohnstraße in Großburgwedel, zwischen einem Gartenzaun und der hier wie ein Graben wirkenden Wedel. |             | ND-H 125 |
| Fotos hochladen | Stieleiche   | Großburgwedel (52° 29′ 39,2″ N, 9° 51′ 9,2″ O)   | Die ca. 130-jährige Eiche prägt das Ortsbild durch ihre stattliche Wuchsform mit der weit ausladenden Krone. Aufgrund seiner außergewöhnlichen Größe stellt der Baum eine seltene Einzelschöpfung der Natur dar. Diese Stieleiche steht mitten in Großburgwedel in einem Vorgarten. Die Wurzeln profitieren von den vielen, den Baum umgebenden Grünflächen (Park zur Linken, Wiese im Vordergrund). |             | ND-H 126 |
| Fotos hochladen | Blutbuche    | Kleinburgwedel (52° 30′ 26,4″ N, 9° 52′ 40,6″ O) | Die ca. 120-jährige Blutbuche prägt mit ihrer stattlichen Wuchsform und Größe das Ortsbild von Kleinburgwedel. Diese Blutbuche steht in Kleinburgwedel am Rande des Fußwegs, halb im angrenzenden Garten. |             | ND-H 150 |